# Justicia palmeri
Justicia palmeri là một loài thực vật có hoa trong họ Ô rô. Loài này được Rose mô tả khoa học đầu tiên năm 1890.